# رائد (اسم)
رائد هو اسم علم مذكر من أصل عربي، ومعناه هو على صيغة اسم الفاعل من الفعل راد، ويقال راد الأرض تفقد ما فيها من المراعي والمياه ليرى إذا كانت تصلح للنزول فيها، فالذي يتقدم قوم في السير ليكتشف المكان المناسب يسمى رائدًا. قال رسول الله ﷺ» إن الرائد لا يكذب أهله» والرائد كذلك الرسول، والجاسوس.

## شخصيات تحمل الاسم
- رائد الجهني (لاعب كرة قدم سعودي، 10 يونيو 1987 – )
- رائد العطار (قائد لواء رفح في المكتب العسكري لكتائب القسام، 1974 – 21 أغسطس 2014)
- رائد العمري (لاعب كرة قدم سعودي، 27 يونيو 1989[3] – )
- رائد الغامدي (لاعب كرة قدم سعودي، 6 مايو 1994[4] – )
- رائد النواطير (لاعب كرة قدم أردني، 5 مايو 1988[5] – )
- رائد إبراهيم صالح (لاعب كرة قدم عماني، 9 يونيو 1992[6] – )
- رائد جرار (مهندس معماري عراقي، القرن 20 – )
- رائد صلاح (رئيس الجناح الشمالي للحركة الإسلامية داخل الخط الأخضر، 10 نوفمبر 1958 – )
- رائد عرفات (طبيب روماني، 24 مايو 1964 – )
- رائد فارس (لاعب كرة قدم فلسطيني، 6 ديسمبر 1982[7] – )

## وصلات خارجية
- موسوعة السلطان قابوس لأسماء العرب نسخة محفوظة 5 أبريل 2019 على موقع واي باك مشين.